# 普沙·T
特伦斯·勒瓦尔·桑顿 (英語：Terrence LeVarr Thornton，1977年5月13日—），知名于其艺名普沙·T（Pusha T），美国饶舌歌手。他最初以由他与哥哥吉恩·桑顿（Gene Thornton, 艺名No Malice；二人后创立的饶舌团体Re-Up Gang）组成的嘻哈二人组Clipse中的一员的身份获得广泛认可。2010年9月，桑顿在Def Jam唱片公司的支持下宣布与坎耶·韦斯特的GOOD Music公司签约。2011年3月，桑顿发布了混音带《Fear of God》，这是他的首部个人作品。2013年10月，桑顿于发布了首张个人专辑《My Name Is My Name》。2015年11月，坎耶·韦斯特任命普沙·T接替他担任GOOD Music公司总裁。

## 早年生活
特伦斯·勒瓦尔·桑顿于1977年5月13日出生于纽约市布朗克斯区，不久之后他与家人迁到了弗吉尼亚比奇市，他与哥哥吉恩·桑顿在那里长大。1992年，他与哥哥组成了双人组合Clipse。

## 音乐生涯

### 1993-2010年：Clipse

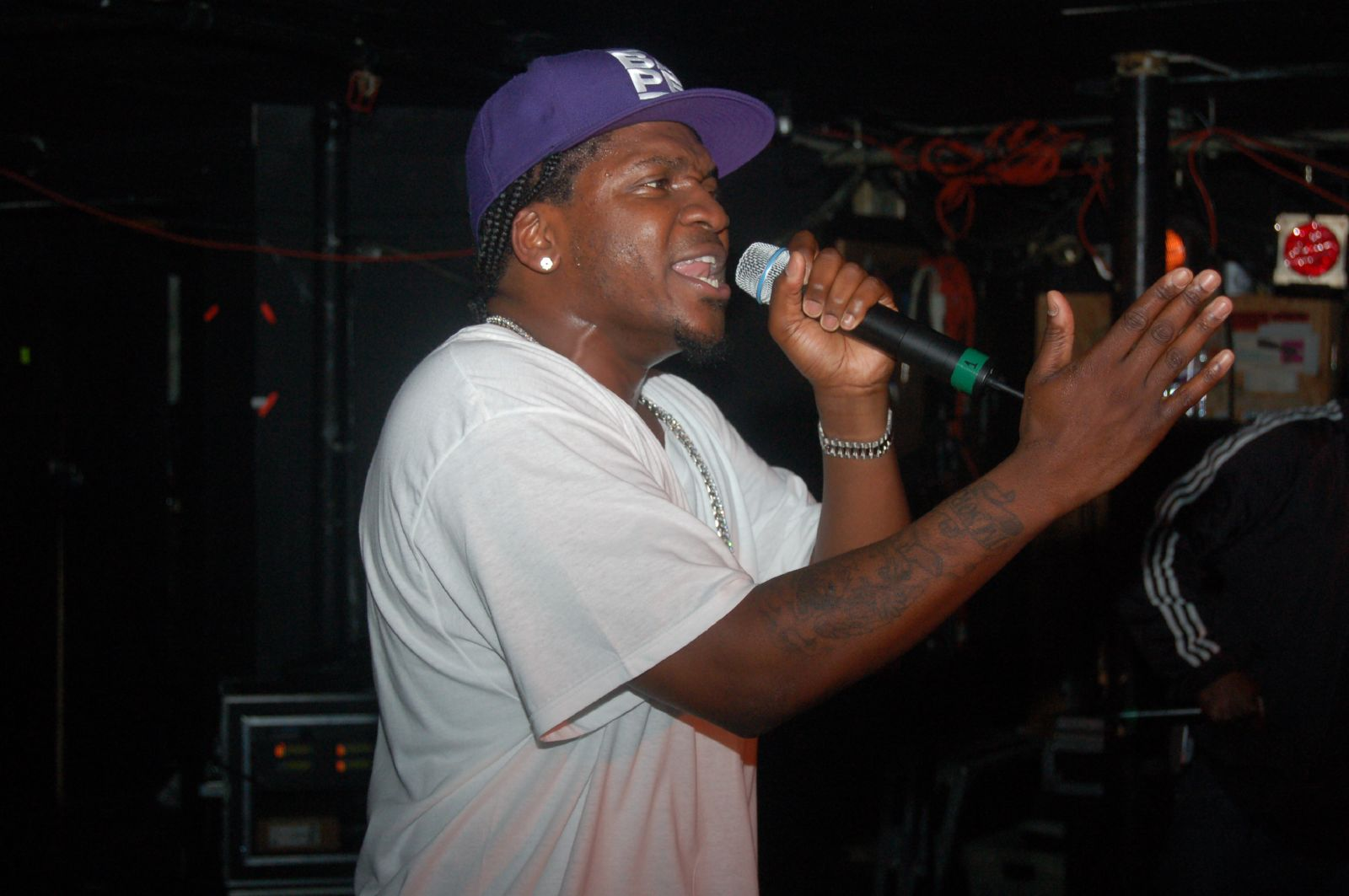
2007年，普沙·T作为二人组Clipse中的一员于演出中。

在同为弗吉尼亚饶舌歌手的美国唱片制作人法瑞尔·威廉姆斯的协助下，两人最终于1997年签约了Elektra唱片公司并发行了他们在该厂牌下的唯一一张专辑《Exclusive Audio Footage》。兄弟二人中，特伦斯·桑顿更乐意于客串，他分别在Kelis 1999年的单曲“Good Stuff”和Nivea 2001年的单曲“Run Away (I Wanna Be with U)”中献唱。2004年，他与哥哥建立了他们的厂牌Re-Up，并与同为饶舌歌手的Ab-Liva和Sandman一起组建了嘻哈团体Re-Up Gang。2006年，他们发布了第三张录音室专辑“Hell Hath No Fury”，这也是他们商业上最成功且广受好评的专辑。2009年，在Clipse再次发行了一张专辑后，兄弟二人宣布他们将暂时搁置二人组并各自独立发展。

### 2010-11年：单飞生涯；签约GOOD Music
在2010年9月与GOOD Music签约后，桑顿客串了许多同厂牌伙伴的作品，例如坎耶·韦斯特的专辑《My Beautiful Dark Twisted Fantasy》里的热门单曲“Runaway”，并在2010年9月12日的MTV音乐录影带大奖中同坎耶一起演唱。他还曾在坎耶的每周播送免费音乐系列《GOOD Fridays》的几首歌曲中献唱，并在Swizz Beatz的免费音乐系列《Monster Mondays》、Lloyd Banks的专辑《HFM 2 (Hunger for More 2)》以及tabi Bonney的专辑《Fresh》中亮相。在2010年12月16日的那一周内，桑顿与NUE代理公司独家签约。2011年2月11日，Funkmaster Flex在纽约Hot 97广播频道上首播了桑顿的首支个人单曲。这首名为“My God”的歌曲由Hit-Boy制作，并深受公众欢迎。 不久之后，这首歌曲泄露到互联网上，但直到2011年8月24日才通过iTunes和亚马逊正式发布。
2011年3月21日，桑顿发布了他的首部个人作品，一张名为《Fear of God》的混音带，其中包括歌曲"My God”，并以即兴饶舌和其他原创歌曲为特色。不久之后，桑顿开始创作他的首张EP《Fear of God II: Let Us Pray》，最初包括混音带中的四首歌曲和五首新歌。 2011年8月31日，桑顿宣布与Def Jam唱片公司签署个人唱片合约。EP专辑原定于2011年6月21日发布，后推至8月23日，再之后日期被认为定在2011年9月27日; 然而，2011年10月6日，桑顿宣布EP专辑将于2011年11月8日发行。此外，据透露，他在EP专辑中增加了4首歌曲，共包含12首歌曲，而不仅仅是之前宣布的9首歌曲。

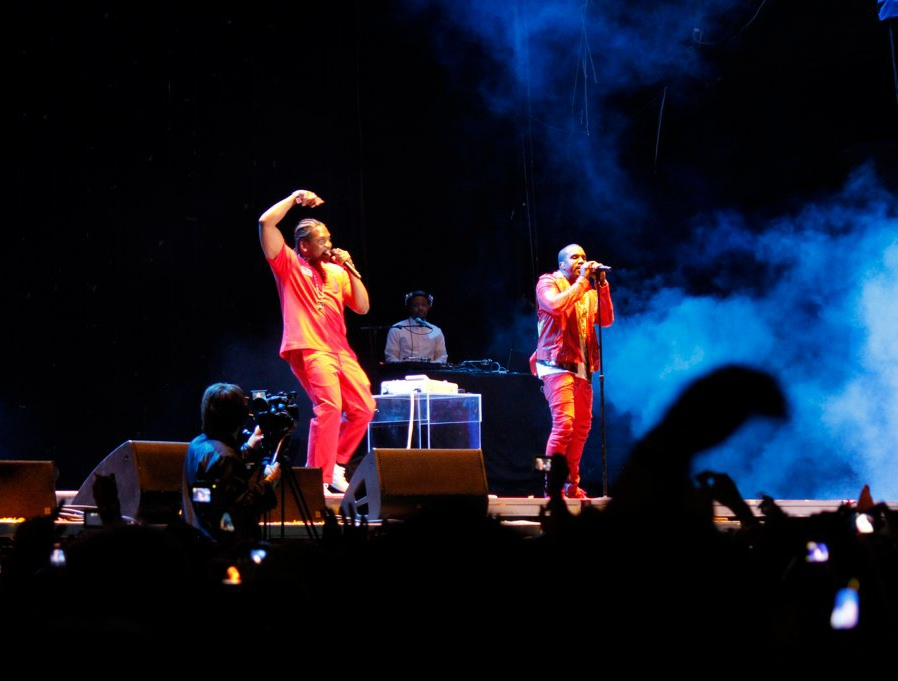
2011年，普沙·T (左)与坎耶·韦斯特在圣地亚哥Lollapalooza音乐节演唱"Runaway"。

来自该专辑的首支单曲于2011年7月8日被泄露到互联网上。这首名为“Trouble on My Mind”的歌曲由嘻哈团体Odd Future的主唱造物主泰勒客串。 这张EP专辑的第二支单曲“Amen”于2011年9月13日发布。这首歌曲最初为杨·吉兹而创作，由Shawty Redd制作，副歌分别由坎耶·韦斯特和杨·吉兹献唱。 EP专辑于11月8日发布后在Billboard二百强专辑榜 上排名第66，发行第一周售出8900张。专辑还在Billboard R&B/嘻哈专辑中排名第10，在Billboard最佳饶舌专辑中排名第8，在数字专辑排行榜上排名第25。

## 唱片
录音室专辑
- 《My Name Is My Name》 (2013年)
- 《King Push – Darkest Before Dawn: The Prelude》 (2015年)
- 《Daytona》 (2018年)

## 获奖与提名
格莱美奖
| 年份 | 获提名作品/人                                                 | 奖项                                | 结果 |
| ---- | ------------------------------------------------------------- | ----------------------------------- | ---- |
| 2003 | 单曲"Like I Love You" (当时为Clipse的成员; 与贾斯汀·汀布莱克) | 最佳饶舌/演唱表演                   | 提名 |
| 2013 | 单曲"Mercy" (与坎耶·韦斯特、大肖恩和双链大师)                 | 最佳说唱歌曲 (Best Rap Song)        | 提名 |
| 2013 | 单曲"Mercy" (与坎耶·韦斯特、大肖恩和双链大师)                 | 最佳说唱表演 (Best Rap Performance) | 提名 |
| 2019 | 专辑《Daytona》                                               | 最佳说唱专辑 (Best Rap Album)       | 提名 |